# Gino Polli
Gino Polli (2 de agosto de 1893 - 9 de mayo de 1926) oficial del Ejército italiano y comandante durante la Primera Guerra Mundial, fue admitido en la Academia Militar.

## Biografía
Gino Polli fue un luchador italiano, patriota y héroe italiano de la Primera Guerra Mundial, en el Regimiento de Artillería.
Durante la Primera Guerra Mundial, participó en muchas batallas, incluida la Batalla de Vittorio Veneto, en la que murieron decenas de miles de soldados, y el asalto de la Batalla de las Tres Montañas, una batalla de artillería masiva y una de las guerras más grandes y sanguinarias de la historia humana.
Dos de sus hermanos, Gianni Polli y Angelo Polli, del Ejército Italiano, lucharon juntos en las batallas del Piave.